# ガル級潜水艦
ガル級潜水艦（英語: Gal-class submarine) は、イスラエル海軍の通常動力型潜水艦の艦級。西ドイツ海軍の206型潜水艦の準同型艦にあたり、艦型番号は540型。なおネームシップの艦名はヘブライ語で「波」を意味する。

## 来歴
イスラエル海軍では、まず第二次中東戦争後の1958年にイギリス海軍中古のS級潜水艦2隻を導入して、潜水艦の運用に着手した。また1967・8年にはT級潜水艦3隻も取得されたものの、このうちの「ダカール」が回航中に消息不明になるという悲劇に見舞われた。
しかしこれらの艦はいずれも第2次世界大戦世代であり、更新が必要とされていた。このことから、1972年4月、ヴィッカース造船所 (Vickers Shipbuilding and Engineering) 社に対し、潜水艦3隻が発注された。これによって建造されたのが本級である。なお、西ドイツの設計を採用したにもかかわらずイギリスの会社で建造されたのは、アラブ世界との関係に配慮したためとされている。

## 設計
本級はリューベック社のガブラー教授による設計を採用しており、西ドイツ海軍の206型潜水艦の準同型艦にあたる。ドイツ本国版とは一部の諸元が異なるほか、司令塔の形状にも差異があり、また熱帯での運用に対応した。
船型は涙滴型を採用している。構造様式は単殻式とされており、また重量軽減のため耐圧横隔壁は省かれた。なお206型では、耐圧殻構造材として、新開発の非磁性高張力鋼が採用されていた。機関にディーゼル・エレクトリック方式を採用したのは206型と同様で、MTU 12V493 TY60ディーゼルエンジン2基を原動機として、AEG製発電機と組み合わせる方式とされている。
西ドイツ海軍の潜水艦は沿岸防衛任務を主眼としており、行動範囲や兵装搭載量は比較的限定的である一方、小型の艦型を採用してターゲット・ストレングス（TS）を削減するとともに水中放射雑音の低減も図り、敵ASWに対する被探知防止を重視していた。これは本級にも引き継がれており、地中海の多彩な環境においては非常に探知されにくくなった。ただし行動範囲の狭さは、イスラエル海軍にとっては不満点となった。

## 装備
武器システムはイギリス製のものとなっている。魚雷発射管8門は艦首に配置されており、いずれもスイムアウト式を採用した。予備弾2発も搭載されている。ただし使用されるMk.37魚雷の鈍足さはイスラエル海軍にとっては不満点となった。その後、1987年から1988年にかけて、発展型のNT37Eへと更新された。また1983年には、ハープーンの運用にも対応している。
有線誘導魚雷を制御するTIOS武器管制システムはパッシブソナー・システムと連接されている。このソナー・システムはオペレータ1人で操作可能であり、必要であればアクティブでの運用も可能である。
本級で特徴的な装備として、哨戒ヘリコプターへの対策として、隠顕式のブローパイプ艦対空ミサイルの搭載が予定されていたが、これは実現しなかった。

## 同型艦

### 一覧表
| # | 艦名             | 就役       | 退役   | 備考                                 |
| - | ---------------- | ---------- | ------ | ------------------------------------ |
|   | ガル INS Gal     | 1976年6月  | 2000年 | 2007年よりイスラエル海軍博物館に展示 |
|   | タニン INS Tanin | 1977年6月  | 2002年 |                                      |
|   | ラハヴ INS Rahav | 1977年12月 | 1997年 |                                      |

### 運用史
最初に完成した1番艦"ガル"は1976年に就役した。就役時に事故により損傷を受けたが修復されている。現在はハイファ市のイスラエル海軍博物館に展示中。
続く2隻のガル級は翌1977年に就役した。これら2隻にはイスラエル海軍で運用された2隻のS級潜水艦にも使われていた"タニン"（Tanin）・"ラハヴ"（Rahav）の名が付けられた。これらの艦名はいずれも昔からカナン地方に伝わり、聖書のイザヤ書51章9節にも登場する海に棲むモンスターの名に由来する。これらの艦名は後にガル級の後継となったドルフィン級でも使用されている。
1990年代末になると同じHDW社によって開発された新型のドルフィン級潜水艦の配備が始まり、ガル級は順次退役した。1隻は解体処分され、2隻はHDW社に送り返されて新たなユーザーが探された。しかしユーザーは見つからず、2007年に1番艦"ガル"はイスラエルのハイファに戻され、現在イスラエル海軍博物館に展示されている。ガルの船体には見学者が内部を見られるよう切り欠きを設けるなど手を加えられ、船体全体が地上展示されている。